# Brandnertal
Das Brandnertal (auch Brandner Tal) ist ein rund 12 Kilometer langes Tal im österreichischen Bundesland Vorarlberg und ein nach dem Tal benanntes Skigebiet.

## Geografie
Das Brandnertal liegt zwischen Bludenz (bzw. Bürs) und dem Lünersee mit dem Schesaplana-Massiv im Rätikon. Es wird von dem Alvier durchflossen, welcher im unteren Teil durch die romantische, mittels eines Wandersteigs erschlossene Bürser Schlucht läuft.
Verkehrstechnisch wird das Brandnertal von der Gemeinde Bürs her erschlossen. Ortschaften des Tals sind die Gemeinden Bürs, Brand und Bürserberg.

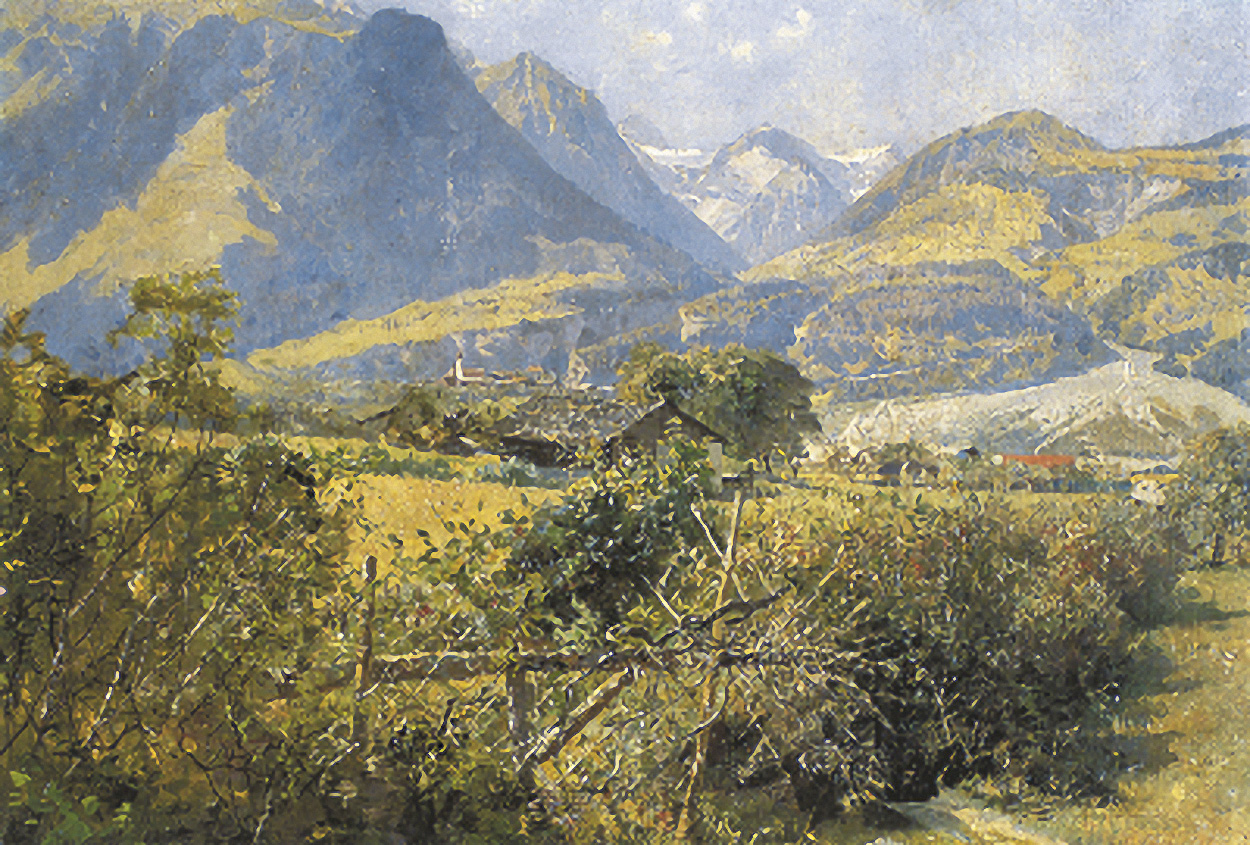
Blick von Bludenz gegen das Brandnertal (Jakob Jehly um 1890)
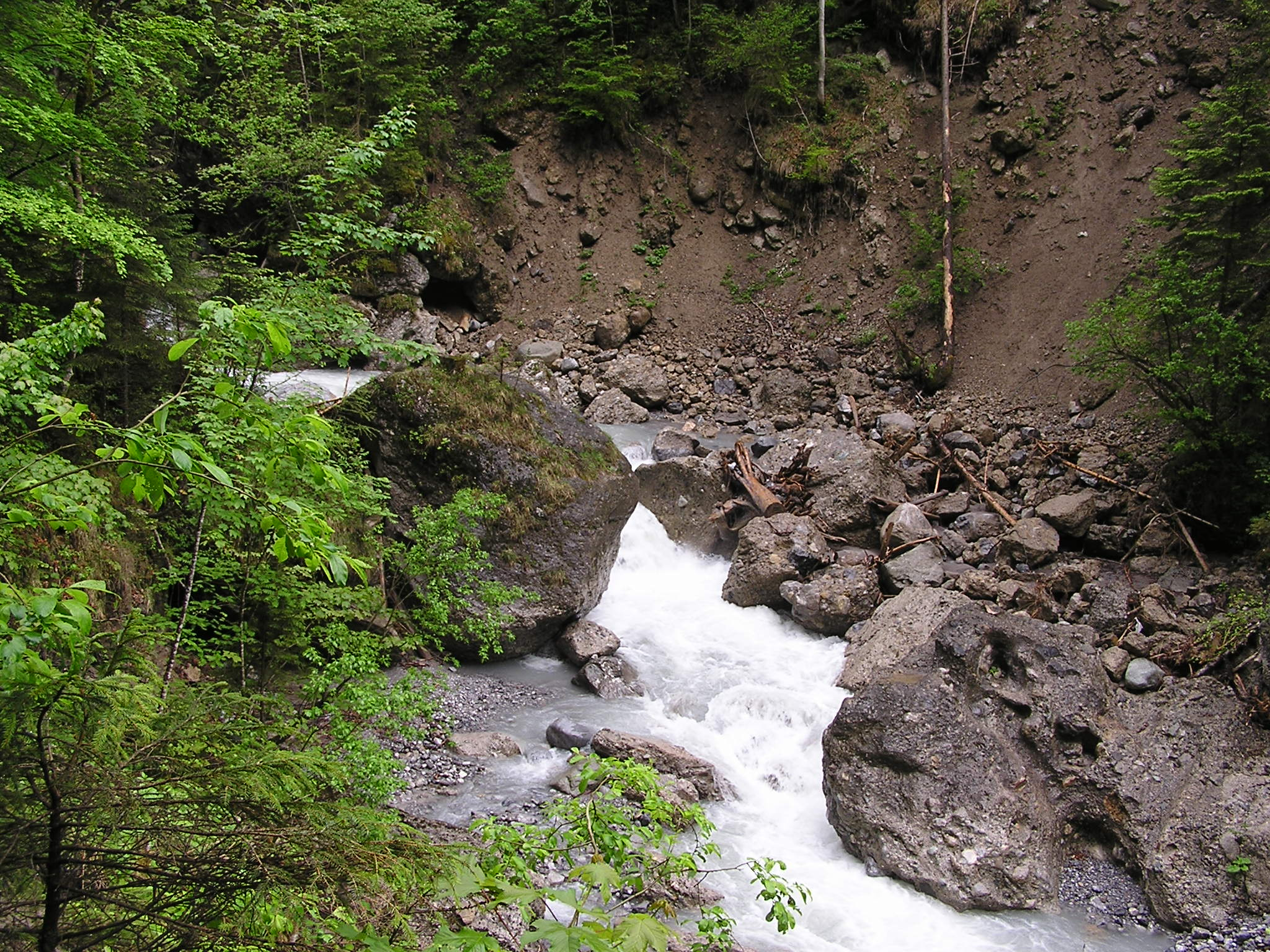
In der Bürser Schlucht

## Tourismus
Das Brandnertal mit den Gemeinden Brand, Bürserberg und Bürs verzeichnet im Winter 2018/2019 53.136 Ankünfte und 233.409 Nächtigungen. Der Sommer liegt im Jahr 2019 mit 52.560 Ankünften und 204.076 Nächtigungen leicht darunter. Touristisch gehört das Brandnertal bzw. Brandnertal Tourismus zur Destination Alpenregion Vorarlberg, welche durch das Unternehmen Alpenregion Bludenz Tourismus GmbH - 100%iges Tochterunternehmen des Tourismusverbandes Alpenregion Bludenz - gemanagt wird.

### Skigebiet
| Seilbahn                    | Art                                            | Inbetriebnahme | Länge | Personenkapazität pro Stunde | Hersteller | Ersetzter Lift              |
| --------------------------- | ---------------------------------------------- | -------------- | ----- | ---------------------------- | ---------- | --------------------------- |
| Panoramabahn Burtschasattel | 60er Kabinenseilbahn                           | 2007           | 1564  | 800                          | Steurer    |                             |
| Palüdbahn                   | 8er Gondelbahn                                 | 2010           | 1604  | 1430                         | Doppelmayr | 2er Sesselbahn fix geklemmt |
| Dorfbahn Brand              | 8er Gondelbahn                                 | 2007           | 1120  | 2400                         | Doppelmayr | 2er Sesselbahn fix geklemmt |
| Glattjochbahn               | 6er Hochgeschwindigkeitssesselbahn, kuppelbar  | 1999           | 1878  | 2400                         | Doppelmayr | Schlepplift, Schlepplift    |
| Gulmabahn                   | 6er Hochgeschwindigkeits sesselbahn, kuppelbar | 1998           | 1219  | 2019                         | Doppelmayr | Schlepplift                 |
| Einhornbahn II              | 4er Sesselbahn fix geklemmt                    | 1999           | 1088  | 1600                         | Doppelmayr | Schlepplift                 |
| Loischkopf                  | 2er Sesselbahn fix geklemmt                    | 1996           | 927   | 1427                         | Doppelmayr | Schlepplift                 |
| Niggenkopfbahn II           | 2er Sesselbahn fix geklemmt                    | 1976           | 744   | 1440                         | Doppelmayr |                             |
| Einhornbahn I               | 2er Sesselbahn fix geklemmt                    | 1972           | 1120  | 900                          | Doppelmayr |                             |

Am 3. September 2021 gingen die drei Slackliner aus Vorarlberg Thomas Spöttl, Yannick Loerwald und Justin Kroppa bei nur wenig Wind mit Fangleine (um die Line) und Sicherungsleine (längs, eher aufwärts) gesichert über eine Slackline, welche 65 Meter weit zwischen zwei Gondeln der Panoramabahn Burtschasattel gespannt war. Diese Highline lag dabei etwa 200 Meter über Grund.

### Sommertourismus
Wie der Wintertourismus vom Skifahren und weiteren Wintersportangeboten wie Schneeschuhwanderung und Langlaufen geprägt ist, so ist der Sommertourismus von den Familien und den Wanderlustigen geprägt. In den Alpen findet man bewirtschaftete sowie unbemannte Hütten, die unter anderem vom Deutschen und dem Österreichischen Alpenverein betrieben werden. Hier kann man im Sommerhalbjahr übernachten, und unter gewissen Bedingungen auch im Winterhalbjahr. Für die unbemannten Hütten kann man mit einer Anzahlung einen Schlüssel vom Alpenverein ausgeliefert bekommen.

#### Wanderwege
| Name                                               | Länge   | Höhenmeter | Schwierigkeitsgrad | Dauer                |
| -------------------------------------------------- | ------- | ---------- | ------------------ | -------------------- |
| Zum Kesselfall / Brand                             | 2,6 km  | 102 m      | Leicht             | 1 Stunde 30 Minuten  |
| Schattenlaganthütte / Brand                        | 7,7 km  | 421 m      | Leicht             | 2 Stunden 45 Minuten |
| Bürser Schlucht / Bürs                             | 4,8 km  | 220 m      | Leicht             | 2 Stunden            |
| Rundweg ”Biotop Schloss Rosenegg” / Bürs           | 2,8 km  | 71 m       | Leicht             | 1 Stunde 30 Minuten  |
| Unterebrüggelealpe / Brand                         | 6,9 km  | 410 m      | Leicht             | 2 Stunden 30 Minuten |
| Schesamurbruch-Tschengla / Bürserberg              | 9,7 km  | 598 m      | Leicht             | 3 Stunden 30 Minuten |
| Zum Wasserfall ”Ausserberg” / Bürserberg           | 4,9 km  | 127 m      | Leicht             | 1 Stunde 15 Minuten  |
| Hinterburgweg-Letschaweg / Bürs                    | 5,8 km  | 53 m       | Leicht             | 1 Stunde 30 Minuten  |
| Alpwanderung zur Alpe Rona / Bürserberg            | 1,1 km  | 26 m       | Leicht             | 30 Minuten           |
| Alvierbachweg / Brand                              | 4,8 km  | 120 m      | Leicht             | 1 Stunde 30 Minuten  |
| Parpfienzrundweg / Brand                           | 4 km    | 174 m      | Leicht             | 1 Stunde 30 Minuten  |
| Illweg / Bürs                                      | 4,7 km  | 12 m       | Leicht             | 1 Stunde 15 Minuten  |
| Brand – Lünersee – Totalphütte / Brand             | 7,4 km  | 1093 m     | Mittel             | 3 Stunden 30 Minuten |
| Bürserberg-Ausserberg Rundweg / Bürserberg         | 5,7 km  | 196 m      | Leicht             | 2 Stunden            |
| Schaftobel-Rundweg / Bürserberg                    | 4,6 km  | 141 m      | Leicht             | 1 Stunde             |
| Sarotlatal – Sarotlahütte / Brandnertal            | 11 km   | 773 m      | Mittel             | 4 Stunden            |
| Lünersee-Rundweg / Brand                           | 6,1 km  | 110 m      | Leicht             | 2 Stunden            |
| Furkla-Höhenweg / Bürserberg                       | 10,8 km | 317 m      | Leicht             | 3 Stunden 15 Minuten |
| Bürserberg Rundweg über Parzelle Zugs / Bürserberg | 3,3 km  | 102 m      | Leicht             | 1 Stunde             |
| Mottakopfweg / Bürserberg                          | 4,6 km  | 136 m      | Leicht             | 1 Stunde 30 Minuten  |

#### Bergwanderungen
| Name                                                          | Länge   | Höhenmeter | Schwierigkeitsgrad | Dauer                |
| ------------------------------------------------------------- | ------- | ---------- | ------------------ | -------------------- |
| Heinrich-Hueter-Hütte / Brand                                 | 9,4 km  | 610 m      | Mittel             | 4 Stunden 30 Minuten |
| Vom Lünersee zur Lindauer Hütte / Brand – Latschau/Tschagguns | 22,9 km | 1437 m     | Mittel             | 8 Stunden 45 Minuten |
| Brand – Amatschonjoch – Nenzinger Himmel / Brand              | 21,4 km | 1457 m     | Mittel             | 9 Stunden            |
| Mondspitze, 1967 m / Bürserberg                               | 8,4 km  | 741 m      | Mittel             | 4 Stunden 30 Minuten |
| Schesaplana Rundweg (2 Tage) / Brand                          | 24,7 km | 2061 m     | Schwierig          | 9 Stunden 30 Minuten |
| Schillerkopf, 2006 m / Bürserberg                             | 8,4 km  | 811 m      | Mittel             | 4 Stunden 30 Minuten |
| Über die Gamsluggen zur Totalphütte / Brand                   | 11,7 km | 680 m      | Schwierig          | 5 Stunden            |
| Schesaplana, 2965 m / Brand                                   | 13,2 km | 1400 m     | Schwierig          | 6 Stunden 30 Minuten |
| Mottakopf, 2176 m / Brand                                     | 13,3 km | 1107 m     | Schwierig          | 6 Stunden            |
| Über Zimbajoch zum Lünersee / Brand                           | 16,4 km | 1924 m     | Schwierig          | 9 Stunden            |

#### Fahrradtouren
Neben den unten genannten Beispielen über Mountainbike-Touren, die unternommen werden können, findet man auch am Bürserberg den Bikepark Brandnertal. Dieser bietet verschiedene Downhill-Fahrradwege in verschiedenen Schwierigkeitsgraden an. Hochfahren kann man mit der Loischbahn, womit man auch die Fahrräder (jedoch keine E-Bikes) transportieren kann. Hinunter muss man selbst kommen.
| Name                                         | Länge   | Höhenmeter | Schwierigkeitsgrad | Dauer                |
| -------------------------------------------- | ------- | ---------- | ------------------ | -------------------- |
| Kleine Runde um den Loischkopf / Bürserberg  | 13,7 km | 515 m      | Leicht             | 2 Stunden            |
| Loischkopf-Tour / Brand-Bürserberg-Bürs      | 22,8 km | 1058 m     | Mittel             | 5 Stunden 30 Minuten |
| Kleine Brandnertal-Runde / Brand-Bürserberg  | 23,5 km | 942 m      | Leicht             | 3 Stunden 30 Minuten |
| Brandnertal-Rundtour / Brand-Bürserberg-Bürs | 31,1 km | 1367 m     | Schwierig          | 6 Stunden 30 Minuten |
| Nenzingerberg-Tour / Bürserberg-Nenzing      | 36,3 km | 1362 m     | Schwierig          | 6 Stunden 30 Minuten |
| Von Bürs nach Brand / Bürs-Brand             | 18 km   | 661 m      | Mittel             | 2 Stunden 45 Minuten |

### Wintertourismus
Das Brandnertal verfügt über 64,4 Pistenkilometer (inkl. Skirouten) mit 3 Talabfahren und 13 Liftanlagen. Es gibt zwei Gondelzustiege im Dorf sowie eine Panoramabahn, die die beiden Skigebietsteile Brand und Bürserberg über eine Schlucht hinweg verbindet und eine Aussicht auf die Bergkulisse ermöglicht. Besonders zu erwähnen sind die Nachtrodel-Strecken. Es gibt eine beleuchtete Strecke am Burtschasattel, während man sich auf der zweiten Strecke in Bürserberg mit Stirnlampe auf eine „Nachtrodel-Safari“ begibt.
Der Snow- & Funpark Backyards nahe der Glattjochbahn ist vom Tal aus über die Palüdbahn in Brand erreichbar. Der Snowpark wird in Abhängigkeit von Schneebedingungen, Gelände und Kreativität der Planer jedes Jahr neu geplant und aufgebaut. Im Schnitt gibt es bis zu 40 Rampen, Hindernisse und Herausforderungen.